# Farmaceutická chemie
Farmaceutická chemie je obor farmacie, který studuje vztah chemické struktury léčiv s jejich účinkem a osudem v organismu. Zabývá se též syntézou chemických léčiv a chemickými vlastnostmi léčiv. Pomáhá nacházet nové látky využitelné jako léčiva. Obsahuje také studium existujících léčiv, jejich biologických vlastností a jejich QSAR (quantitative structure-activity relationships, česky kvantitativní vztahy mezi strukturou a aktivitou) . Farmaceutická chemie se zaměřuje na kvalitativní rozměr léků a snaží se zajistit účelnost lékařských produktů.
Farmaceutická chemie je mezidisciplinární věda, v níž se spojují disciplíny jako organická chemie, biochemie, výpočetní chemie, farmakologie, molekulární biologie, statistika a fyzikální chemie.